# Primula tenuituba
Primula tenuituba är en viveväxtart som beskrevs av C.M.Hu och Y.Y.Geng. Primula tenuituba ingår i släktet vivor, och familjen viveväxter. Inga underarter finns listade i Catalogue of Life.